# Eishockey-Weltmeisterschaft 1934
Die 8. Eishockey-Weltmeisterschaft und 19. Eishockey-Europameisterschaft fand vom 3. bis 11. Februar 1934 in Mailand in Italien statt.
Im Vergleich zur Vorjahres-WM waren zunächst keine großen Veränderungen vorgesehen. Es nahmen erneut zwölf Mannschaften teil, wobei Titelverteidiger USA und Rekordweltmeister Kanada direkt für die Zwischenrunde qualifiziert waren. Die übrigen zehn Teams sollten in drei Vorrundengruppen die übrigen sechs Zwischenrundenteilnehmer ausspielen. Doch in der Vorrunden-Gruppe C gab es dann eine Pattsituation mit drei punkt- und torgleichen Mannschaften, so dass das Organisationskomitee sich entschloss, allen drei Teams den Einzug in die Zwischenrunde zu ermöglichen. Da nunmehr neun statt acht Mannschaften in der Zwischenrunde standen, musste der Austragungsmodus geändert werden. Statt in zwei Gruppen mit vier Mannschaften wurde nun in drei Gruppen mit je drei Teams gespielt. Die jeweiligen Gruppensieger gelangten direkt ins Halbfinale. Der vierte Halbfinalteilnehmer wurde in einer Extraqualifikationsrunde der Gruppenzweiten ausgespielt. Die beiden ausgeschiedenen Mannschaften belegten je nach Ergebnis die Plätze 5 und 6. Die drei Drittplatzierten der Zwischenrunde spielte mit den in der Vorrunde ausgeschiedenen Mannschaften eine Platzierungsrunde um die Plätze 7–12 aus.
Nach dem Titelgewinn der USA holte sich Kanada in diesem Jahr die Meisterschaft zurück. Es war der siebte WM-Titel für die Kanadier. Die WM-Bronzemedaille und damit der Europameistertitel ging an Deutschland; es war der zweite EM-Titel für die Deutschen.

## Vorrunde

### Gruppe A
| 3. Februar 1934 | Ungarn | 2:0 (0:0, 1:0, 1:0) | Großbritannien | Mailand |

| 4. Februar 1934 | Tschechoslowakei | 1:2 (1:0, 0:1, 1:0) | Großbritannien | Mailand |

| 5. Februar 1934 | Ungarn | 0:1 (0:0, 0:0, 0:1) | Tschechoslowakei | Mailand |

Abschlusstabelle
| Pl | Mannschaft       | Sp | S | U | N | Tore | Diff | Pkt. |
| -- | ---------------- | -- | - | - | - | ---- | ---- | ---- |
| 1  | Ungarn           | 2  | 1 | 0 | 1 | 2:1  | +1   | 2:2  |
| 2  | Tschechoslowakei | 2  | 1 | 0 | 1 | 2:2  | 0    | 2:2  |
| 3  | Großbritannien   | 2  | 1 | 0 | 1 | 2:3  | −1   | 2:2  |

### Gruppe B
| 3. Februar 1934 | Schweiz | 20:1 (6:0, 8:0, 6:1) | Belgien | Mailand |

| 3. Februar 1934 | Frankreich | 4:1 (2:0, 1:0, 1:1) | Rumänien | Mailand |

| 4. Februar 1934 | Rumänien | 3:2 (1:1, 2:0, 0:1) | Belgien | Mailand |

| 4. Februar 1934 | Schweiz | 3:0 (2:0, 0:0, 1:0) | Frankreich | Mailand |

| 5. Februar 1934 | Frankreich | 0:2 (0:1, 0:1, 0:0) | Belgien | Mailand |

| 5. Februar 1934 | Schweiz | 7:2 (3:1, 4:1, 0:0) | Rumänien | Mailand |

Abschlusstabelle
| Pl | Mannschaft | Sp | S | U | N | Tore  | Diff | Pkt. |
| -- | ---------- | -- | - | - | - | ----- | ---- | ---- |
| 1  | Schweiz    | 3  | 3 | 0 | 0 | 30: 3 | +27  | 6:0  |
| 2  | Frankreich | 3  | 1 | 0 | 2 | 4: 6  | - 2  | 2:4  |
| 3  | Rumänien   | 3  | 1 | 0 | 2 | 6:13  | - 7  | 2:4  |
| 4  | Belgien    | 3  | 1 | 0 | 2 | 5:23  | −18  | 2:4  |

### Gruppe C
| 3. Februar 1934 | Deutsches Reich | 1:2 (1:0, 0:1, 0:1) | Österreich | Mailand |

| 4. Februar 1934 | Italien | 2:3 (2:0, 0:2, 0:1) | Deutsches Reich | Mailand |

| 5. Februar 1934 | Italien | 1:0 (1:0, 0:0, 0:0) | Österreich | Mailand |

Abschlusstabelle
| Pl | Mannschaft      | Sp | S | U | N | Tore | Diff | Pkt. |
| -- | --------------- | -- | - | - | - | ---- | ---- | ---- |
| 1  | Deutsches Reich | 2  | 1 | 0 | 1 | 4:4  | 0    | 2:2  |
| 1  | Italien         | 2  | 1 | 0 | 1 | 3:3  | 0    | 2:2  |
| 1  | Österreich      | 2  | 1 | 0 | 1 | 2:2  | 0    | 2:2  |

alle 3 Teams kamen in die Zwischenrunde

### Gruppe D
| Kanada und USA gesetzt |

## Zwischenrunde

### Gruppe A
| 6. Februar 1934 | USA | 1:0 (0:0, 1:0, 0:0) | Tschechoslowakei | Mailand |

| 7. Februar 1934 | Tschechoslowakei | 4:0 (0:0, 1:0, 3:0) | Österreich | Mailand |

| 8. Februar 1934 | USA | 1:0 (1:0, 0:0, 0:0) | Österreich | Mailand |

Abschlusstabelle
| Pl | Mannschaft       | Sp | S | U | N | Tore | Diff | Pkt. |
| -- | ---------------- | -- | - | - | - | ---- | ---- | ---- |
| 1  | USA              | 2  | 2 | 0 | 0 | 2:0  | +2   | 4:0  |
| 2  | Tschechoslowakei | 2  | 1 | 0 | 1 | 4:1  | +3   | 2:2  |
| 3  | Österreich       | 2  | 0 | 0 | 2 | 0:5  | −5   | 0:4  |

### Gruppe B
| 6. Februar 1934 | Italien | 0:0 n. V. (0:0, 0:0, 0:0, 0:0, 0:0, 0:0) | Ungarn | Mailand |

| 7. Februar 1934 | Schweiz | 1:0 (0:0, 0:0, 1:0) | Ungarn | Mailand |

| 8. Februar 1934 | Italien | 0:3 (0:1, 0:2, 0:0) | Schweiz | Mailand |

Abschlusstabelle
| Pl | Mannschaft | Sp | S | U | N | Tore | Diff | Pkt. |
| -- | ---------- | -- | - | - | - | ---- | ---- | ---- |
| 1  | Schweiz    | 2  | 2 | 0 | 0 | 4:0  | +4   | 4:0  |
| 2  | Ungarn     | 2  | 0 | 1 | 1 | 0:1  | −1   | 1:3  |
| 3  | Italien    | 2  | 0 | 1 | 1 | 0:3  | −3   | 1:3  |

### Gruppe C
| 6. Februar 1934 | Kanada | 9:0 (4:0, 5:0, 0:0) | Frankreich | Mailand |

| 7. Februar 1934 | Kanada | 6:0 (0:0, 3:0, 3:0) | Deutsches Reich | Mailand |

| 8. Februar 1934 | Deutsches Reich | 4:0 (2:0, 0:0, 2:0) | Frankreich | Mailand |

Abschlusstabelle
| Pl | Mannschaft      | Sp | S | U | N | Tore  | Diff | Pkt. |
| -- | --------------- | -- | - | - | - | ----- | ---- | ---- |
| 1  | Kanada          | 2  | 2 | 0 | 0 | 15: 0 | +15  | 4:0  |
| 2  | Deutsches Reich | 2  | 1 | 0 | 1 | 4: 6  | - 2  | 2:2  |
| 3  | Frankreich      | 2  | 0 | 0 | 2 | 0:13  | −13  | 0:4  |

### Qualifikationsrunde der Gruppenzweiten
| 9. Februar 1934 | Deutsches Reich | 1:0 n. V. (0:0, 0:0, 0:0, 1:0) | Tschechoslowakei | Mailand |

Abschlusstabelle
| Pl | Mannschaft       | Sp          | S           | U           | N           | Tore        | Diff        | Pkt.        |
| -- | ---------------- | ----------- | ----------- | ----------- | ----------- | ----------- | ----------- | ----------- |
| 1  | Deutsches Reich  | 1           | 1           | 0           | 0           | 1:0         | +1          | 2:0         |
| 2  | Tschechoslowakei | 1           | 0           | 0           | 1           | 0:1         | −1          | 0:2         |
| 3  | Ungarn           | verzichtete | verzichtete | verzichtete | verzichtete | verzichtete | verzichtete | verzichtete |

## Platzierungsrunde um die Plätze 7–12
| 9. Februar 1934 | Österreich | 2:1 (0:1, 0:0, 2:0) | Großbritannien | Mailand |

| 9. Februar 1934 | Italien | 3:0 (1:0, 0:0, 2:0) | Rumänien | Mailand |

| 10. Februar 1934 | Österreich | 3:1 (0:0, 0:0, 3:1) | Rumänien | Mailand |

| 10. Februar 1934 | Italien | 1:4 (0:1, 0:1, 1:2) | Großbritannien | Mailand |

| 11. Februar 1934 | Großbritannien | 2:1 (2:0, 0:1, 0:0) | Rumänien | Mailand |

| 11. Februar 1934 | Italien | 2:2 n. V. (0:1, 1:0, 0:0, 0:0, 0:0, 1:1) | Österreich | Mailand |

Abschlusstabelle
| Pl | Mannschaft     | Sp          | S           | U           | N           | Tore        | Diff        | Pkt.        |
| -- | -------------- | ----------- | ----------- | ----------- | ----------- | ----------- | ----------- | ----------- |
| 1  | Österreich     | 3           | 2           | 1           | 0           | 7:4         | +3          | 5:1         |
| 2  | Großbritannien | 3           | 2           | 0           | 1           | 7:4         | +3          | 4:2         |
| 3  | Italien        | 3           | 1           | 1           | 1           | 6:6         | 0           | 3:3         |
| 4  | Rumänien       | 3           | 0           | 0           | 3           | 2:8         | −6          | 0:6         |
| 5  | Frankreich     | verzichtete | verzichtete | verzichtete | verzichtete | verzichtete | verzichtete | verzichtete |
| 5  | Belgien        | verzichtete | verzichtete | verzichtete | verzichtete | verzichtete | verzichtete | verzichtete |

## Finalrunde
Halbfinale
| 10. Februar 1934 17:00 Uhr | USA | 3:0 (1:0, 1:0, 1:0) | Deutsches Reich | Palazzo del Ghiaccio, Mailand |

| 10. Februar 1934 22:30 Uhr | Kanada | 2:1 n. V. (0:0, 0:1, 1:0, 1:0) | Schweiz | Palazzo del Ghiaccio, Mailand |

Spiel um Platz 3
| 11. Februar 1934 | Deutsches Reich Erich Römer (60.) Hans Lang (75.) | 2:1 n. V. (0:0, 0:1, 1:0, 0:0, 1:0) Spielbericht | Schweiz Hans Cattini (24.) | Palazzo del Ghiaccio, Mailand |

Finale

## Abschlussplatzierung der WM
| RF | Team               |
| -- | ------------------ |
| 1  | Kanada             |
| 2  | USA                |
| 3  | Deutsches Reich    |
| 4  | Schweiz            |
| 5  | Tschechoslowakei   |
| 6  | Ungarn             |
| 7  | Österreich         |
| 8  | Großbritannien     |
| 9  | Königreich Italien |
| 10 | Rumänien           |
| 11 | Frankreich         |
| 11 | Belgien            |

### Meistermannschaften
Quelle: IIHF Media Guide & Record Book 2011
| Weltmeister Kanada     | Saskatoon Quakers: Tommy Dewar, Ab Welsh, Cooney Woods, Les Bird, Ray Watkins, Jim Dewey, Ab Rogers, Bert Scharfe, Elmer Piper, Ron Silver, Cliff Lake, Hobb Wilson Trainer: Johnny Walker                                                               |
| Silber USA             | Clem Harnedy – Peter Bessone, Arthur Smith – Walter Bender, Robert Jeremiah, Edward Keating, Richard Maley, Fred McDonell, Robert Nilon, Frank Stubbs Trainer: Walter A. Brown                                                                           |
| Bronze Deutsches Reich | Theodor Kaufmann, Walter Leinweber – Erich Römer, Joachim Albrecht von Bethmann-Hollweg, Gustav Jaenecke – Roman Kessler, Horst Orbanowski, Hans Lang, Georg Strobel, Werner George, Alois Kuhn, Werner Korff Spielertrainer (Außenkapitän): Erich Römer |

### Auszeichnungen
- Topscorer:  Richard „Bibi“ Torriani (12 Tore)
- Bester Torhüter:  Karl Ördögh
- Bester Feldspieler:  Jim Dewey[2]

## Abschlussplatzierung der EM
| RF | Team               |
| -- | ------------------ |
| 1  | Deutsches Reich    |
| 2  | Schweiz            |
| 3  | Tschechoslowakei   |
| 4  | Ungarn             |
| 5  | Österreich         |
| 6  | Großbritannien     |
| 7  | Königreich Italien |
| 8  | Rumänien           |
| 9  | Frankreich         |
| 9  | Belgien            |

Eishockey-Europameister 1934

 Deutsches Reich

### Meistermannschaften
| Europameister Deutsches Reich | Theodor Kaufmann, Walter Leinweber – Erich Römer, Joachim Albrecht von Bethmann-Hollweg, Gustav Jaenecke – Roman Kessler, Horst Orbanowski, Hans Lang, Georg Strobel, Werner George, Alois Kuhn, Werner Korff Spielertrainer (Außenkapitän): Erich Römer |
| Silber Schweiz                | Emil Eberle, Arnold Hirtz – Albert Geromini, Ernst Hug, Oscar Schmidt, Christian Badrutt – Richard Torriani, Hans Cattini, Ferdinand Cattini, Charles Kessler, Thomas Pleisch, Paul Müller, Conrad Torriani, Herbert Kessler Trainer: Charles Fasel      |
| Bronze Tschechoslowakei       | Jan Peka, Antonín Houba – Jaroslav Pušbauer, Wolfgang Dorasil, Jan Michálek – Jiří Tožička, Josef Maleček, Karel Hromádka, Oldřich Kučera, Alois Cetkovský, Tomáš Švihovec, Zdeněk Jirotka                                                               |